# Kiki Håkansson
Kerstin Margareta Håkansson (n. 23 iulie 1929, Stockholm, Suedia – d. 4 noiembrie 2024, California, SUA) a fost un model suedeză, cunoscută ca prima câștigătoare a Miss World din 1951.

## Biografie și viață personală
Kiki Håkansson a fost fiica polițistului-adjunct Gösta Håkansson (1898-1954) și a Emmei Karolina, născută Nilsson (1900-1958). S-a căsătorit cu inginerul norvegian Ole Hartner (1917-2005) în 1952 și s-a mutat în Norvegia. După câțiva ani, ea a divorțat și s-a căsătorit cu sculptorul american Dallas J. Anderson în 1962 și s-au stabilit mai întâi în Danemarca și apoi în 1967 în Seattle, Washington, SUA. Au rămas căsătoriți până la moartea lui Dallas J. Anderson, 47 de ani mai târziu și au avut împreună o fiică.

## Carieră
Inițial, concursul Festival Bikini, Miss World a fost organizat de Eric Morley⁠(d) ca o reclamă pentru costume de baie la Festivalul Marii Britanii⁠(d) de la mijlocul secolului. Håkansson a purtat un bikini în timpul ritualului de încoronare, după care a fost acuzată de Papa Pius al XII-lea, iar unele țări cu tradiții religioase puternice au amenințat că își retrag delegații. În 1952, bikinii au fost interziși de la concurs și înlocuiți cu costume de baie mai modeste. Deși bikinii au fost reintroduși în Miss World, Håkansson rămâne singura câștigătoare care și-a primit coroana în timp ce purta un bikini.